# Carrizaldikbekje
Het carrizaldikbekje (Amaurospiza carrizalensis) is een zangvogel uit de familie Cardinalidae (kardinaalachtigen). Het is een in 2003 ontdekte en ernstig bedreigde, endemische vogelsoort in Venezuela.

## Kenmerken
De vogel is 12 cm lang. Het is een vinkachtige vogel met een grote, kegelvormige snavel. Het mannetje is zwartblauw met zwart gekleurde vleugels en blauwe veren op de schouder. De ondervleugel is wit. Het vrouwtje is dofbruin.

## Verspreiding en leefgebied
Deze soort werd in 2003 ontdekt in stekelig bamboebos op een eilandje in de rivier de Caroní in Venezuela.

## Status
Het carrizaldikbekje heeft een zeer beperkt verspreidingsgebied en daardoor is de kans op uitsterven aanwezig. Het eilandje waarop de vogels werden ontdekt zal verdwijnen in een groot stuwmeer dat is aangelegd (het stuwmeer van Guri). Mogelijk komt de vogel nog voor in vergelijkbaar leefgebied in de buurt, maar dit moet beter worden onderzocht. Hoewel de soort in 2012 als ernstig bedreigd op de Rode Lijst van de IUCN werd gezet, erkende BirdLife International het carrizaldikbekje later niet meer als aparte soort.